# Eucosmophora trimetalla
Eucosmophora trimetalla là một loài bướm đêm thuộc họ Gracillariidae. Nó được tìm thấy ở Guyana.
Chiều dài cánh trước là 3.7 mm đối với con đực và females.